# Klaus Egge
Klaus Egge (født 19. juli 1906, død 7. marts 1979) var en norsk komponist og musikanmelder. Han er bedst kendt for sine symfonier, koncerter og kammermusik.
Egge blev født i Gransherad (nær Notodden) i Telemark. Han studerede ved Musikkonservatoriet i Oslo, og tog organisteksamen der i 1929. Efterfølgende studerede han bl.a. komposition under Fartein Valen. I tiden 1937–38 studerede han under professor Walter Gmeindl ved Musikhøjskolen i Berlin.
Klaus Egge var en vigtig figur i det norske kulturliv. Han var formand i Norsk Komponistforening i perioden 1945–72, og var ligeledes formand i Norges Kunstnerråd, TONO, Statens Musikkråd og Norges Nationale Musikkomité. Herudover var han styremedlem i Nordisk Komponistråd og International Music Council. Han fik Statens kunstnerlønn fra 1949. I 1972 blev han tildelt Norsk kulturråds ærespris. Han var kommandør af St. Olavs Orden og af Den islandske Falkeorden.
Hans musik var inspireret af norsk folkemusik.
Blandt hans større værker finder vi fem symfonier, tre klaverkoncerter, en violinkoncert og en cellokoncert. Kammermusikken står også centralt med en strygerkvartet, en klavertrio, to blæserkvintetter, en violinsonate og mange klaverværker. Han komponerede også mange værker for kor.

## Værker (udvalg)
- Konsert for klaver og orkester Nr. 1, Op. 9 (1937)
- Sveinung, Op. 11 (1940) (H.H.Holm)
- Fjell-Norig: Symfonisk høgsong for dramatisk sopran og orkester, Op. 15(1941)
- Noreg-songen, Op. 16 (Utgitt: 1952) (Arne Garborg)
- Symfoni Nr. 1 : Lagnadstonar, Op. 17 (1942) - for orkester
- Draumar i Stjernesnø, Op. 18 (1944) (H.H.Holm)
- Elskhugskvede, Op. 19 (1942) (Tore Ørjasæter)
- Konsert for klaver og orkester Nr. 2, Symfoniske variasjoner og fuge over en norsk folketone, Op. 21 (1944)
- Symfoni Nr. 2 : Sinfonia Giocosa, Op. 22 (1947) - for orkester
- Konsert for violin og orkester, Op. 26 (1953)
- Symfoni Nr. 3 : Louisville Symphony, Op. 28 (1958) - for orkester
- Konsert for cello og orkester, Op. 29 (1966)
- Symfoni Nr. 4 : Sinfonia seriale sopra BACH – EGGE, Op. 30 (1967) - for orkester
- Symfoni Nr. 5 : Sinfonia dolce quasi passacaglia, Op. 31 (1969) - for orkester
- Konsert for klaver og orkester Nr. 3, Op. 32 (1973)